# Rudolf Folke
Rudolf Folke (12. října 1932 – 9. října 2009) byl český fotbalový trenér.

## Trenérská kariéra
V československé lize působil v sezóně 1993/94 jako asistent trenéra týmu FC Slovan Liberec. V roce 2002 získal od ČMFS ocenění "Trenér dorosteneckého fotbalu roku 2002." S dorostem Liberce postoupil do federální dorostenecké extraligy a v ní tým skončil na druhém a třetím místě.
- 1. česká fotbalová liga 1993/94 – FC Slovan Liberec – asistent